# 熊安生
熊安生（?—?），字植之，长乐阜城（今山东交河东南）人。
早年師從陳達、房虯、徐遵明，精研三礼，北齐时任国子博士。北周武帝宣政元年（578年），宫露门学博士。不久去世。马国翰《玉函山房辑佚书》辑有《礼记熊氏义疏》四卷。

## 延伸阅读
[在维基数据编辑]
 《周書/卷45》，出自令狐德棻《周書》